# 莫折大提
莫折大提（5世纪？—524年），北魏时期秦州起事领袖。

## 生平
莫折大提是秦州（今甘肃天水市）的羌族人。世居渭州襄城。524年（魏孝明帝正光五年），北魏治下的秦州刺史李彦刑法政令过于严厉，促使莫折大提和儿子莫折念生联合薛珍等在秦州城杀死李彦起兵反魏，自称秦王。南秦州（今甘肃成县西）孙掩、张长命、韩祖香等纷起响应，杀刺史崔游。他派卜朝攻克魏高平镇（今宁夏固原市），杀死镇将赫连略、行台高元荣，势力大振。同年六月莫折大提病死，莫折念生自称秦天子，直至527年关中变乱被杀。